# Цигенхайн
Цигенхайн (на немски: Ziegenhain) е бивш окръжен град, от 1970 г. част от град Швлмщат, в Северен Хесен, Германия с 4176 жители (към 31 декември 2006).
За пръв път е споменат в документ от 1144 г. През 1275 г. Цигенхайн получава права на град.
От 1144 г. е столица на Графство Цигенхайн, управлявано до 1450 г. от род Цигенхайн.